# Istituto tecnico industriale Fermo Corni
L'istituto di istruzione superiore Fermo Corni è una scuola secondaria superiore di Modena all'interno della quale sono presenti un Liceo Scientifico opzione Scienze Applicate e diversi indirizzi tecnici: meccanica e meccatronica, informatica, energia, automazione, elettronica, elettrotecnica, chimica ambientale e telecomunicazioni). Nel 2016 conta circa 2300 studenti.
La scuola è nata nel 1933 come costola della Regia Scuola popolare operaia per arti e mestieri per volontà dell'industriale Fermo Corni.

Vista frontale del primo ITIS Fermo Corni

## La nascita della scuola
Nei primi anni del Novecento, per sostenere lo sviluppo dell'industria modenese, la preparazione tecnica richiesta agli operai divenne sempre maggiore. Infatti il principale industriale della città, Fermo Corni, era costretto a importare tecnici specializzati da Austria e Germania. Per questo motivo lo stesso Corni, nel 1917, costituì la “Fondazione Corni” il cui obiettivo era quello di finanziare la nascita di una scuola per formare operai specializzati.
Nel 1921 la scuola fu inaugurata con il nome di "Regia Scuola popolare operaia per arti e mestieri Fermo Corni". Fu, quindi, un'istituzione statale fin dall'inizio e Ugo Pizzoli ne fu il primo Direttore. Egli scrive in occasione dell'inaugurazione:
Nel primo anno scolastico 1921/1922 funzionano quattro classi maschili e una classe femminile. Si insegnano sia cultura generale (italiano, storia, geografia…) che cultura professionale (disegni, falegnameria, aggiustaggio, meccanica, fucina, edilizia, plastica…).
Nel 1924 vi fu il primo ampliamento della struttura: tanto numerose furono le iscrizioni che il fabbricato centrale risultava essere insufficiente e la scuola si trovò in condizione di non poter accogliere nuove prime classi. Pertanto venne sancito il primo riordinamento istituzionale: la scuola popolare operaia divenne Scuola di avviamento maschile e femminile.
Nell'anno scolastico 1924/25, al compimento del primo triennio di corso, vennero istituiti i corsi di perfezionamento di meccanica e falegnameria, trasformati poi in corsi di tirocinio.
La Regia Scuola Corni risultava così strutturata:
- scuola triennale di avviamento maschile e femminile
- scuola industriale di tirocinio biennale maschile e laboratorio
- scuola femminile

Nel 1933 la Regia Scuola Industriale di tirocinio venne trasformata in Regia Scuola Tecnica a indirizzo industriale e artigiano.
Durante tutto il decennio i corsi prevedevano le specializzazioni di: elettricisti, radioelettricisti, meccanici, modellisti ed ebanisti. Tali corsi rispecchiavano esattamente le esigenze dell'industrie e dell'artigianato locale. Infatti, produzioni di manufatti furono direttamente commissionate da aziende maggiori come ad esempio la Fiat o le Ferrovie dello Stato. La scuola, quindi, non nasce come istituto superiore. Era un istituto di educazione destinato alle classi lavoratrici, 
I rapporti diretti tra il mondo industriale e la scuola crearono una condizione che favoriva l'inserimento dei diplomati nel mondo del lavoro.
La scuola non è frequentata solo dalla giovane popolazione maschile della Provincia, ma anche dalle ragazze. Infatti, dice Ugo Pizzoli direttore della scuola:
Nel 1939 la scuola è quarta in Italia per popolazione scolastica.
Nel 1940 con la carta della scuola Bottai, Scuola di avviamento maschile e Regia scuola tecnica si unirono a formare un corso quinquennale di cui il triennio della scuola di avviamento costituì il primo periodo e la biennale scuola tecnica il secondo, divenendo Regia Scuola Professionale e Tecnica con le specializzazioni per meccanici, fonditori modellisti, elettrotecnici, ebanisti.
Durante la guerra la sede fu distrutta a causa di un bombardamento avvenuto nel febbraio 1944. La ricostruzione portò alla nascita di un nuovo complesso, terminato nel 1962, situato lungo via Emilia e su viale Tassoni.
All'interno della scuola vi furono alcune personalità di fama nazionale. Nel dicembre 1946 Enzo Ferrari fu nominato nel nuovo Consiglio d'Amministrazione. La presenza di Enzo Ferrari nel Consiglio fu attiva per alcuni anni. Dal 1937 al 1969 fu in carica come preside Armando Malagodi. Alla morte di Fermo Corni nel 1934 fu nominato Presidente del Consiglio D'Amministrazione il figlio Guido Corni, governatore della Somalia.
Nell'autunno 1959 Il Ministero approvò l'inserimento del nuovo corso di energia nucleare e la specializzazione meccanica fu distinta in due sezioni: metalmeccanica e termotecnica.
Sempre in quegli anni l'Istituto aprì delle sezioni staccate a Ferrara, Mirandola, Il Cairo, Bologna, Mantova, Porretta, Sassuolo, Vignola, Pavullo. Infatti, questi paesi erano interessati ad avere un istituto industriale sullo stampo del Corni, il cui prestigio era ormai consolidato. Le diverse sedi si resero negli anni progressivamente autonome.
Dal 1969 l'Istituto assunse la configurazione che porterà avanti invariata fino agli anni ‘80 su sette indirizzi (metalmeccanica, elettrotecnica, termotecnica, telecomunicazioni, fisica industriale, energia nucleare, informatica).
Nel 1977 vi fu la separazione dell'Istituto tecnico dall'Istituto professionale, da qui in poi con presidenze e segreterie autonome.
Nello stesso anno per merito di due insegnanti sorse nell'area dell'Istituto il Planetario.

## La scuola oggi
L'Istituto di Istruzione Superiore “Fermo Corni” è una scuola superiore con corsi di studio quinquennali.
Al termine del quinquennio tecnico si consegue il diploma di perito industriale in Informatica, Elettronica e Telecomunicazioni, Elettrotecnica e Automazione, Chimica e biotecnologie Ambientali, Meccanica. Dall'anno scolastico 1994/95 è stato attivato un corso quinquennale di Liceo Scientifico Tecnologico, che attua la sperimentazione del Progetto Brocca e al termine del quale viene rilasciato agli studenti il diploma di maturità scientifica.
Dall'anno scolastico 1990/91, a causa dell'alto numero di iscrizioni, l'istituto è stato organizzato su due sedi, largo Aldo Moro e via Leonardo da Vinci.
Nella sede storica di Largo Moro sono presenti il biennio tecnico propedeutico e i trienni tecnici di specializzazione in Meccanica e Termotecnica.
Presso la sede di Via Leonardo da Vinci sono collocati il quinquennio di liceo scientifico e i trienni tecnici di specializzazione in Elettrotecnica e Automazione, Elettronica e Telecomunicazioni, Chimica e Biotecnologie Ambientali, Informatica.
Dall'anno scolastico 2010/2011 con la Riforma Gelmini il Liceo Scientifico Tecnologico è stato trasformato in Liceo Scientifico opzione Scienze Applicate.
Appare chiaro come, in continuità con le idee guida che hanno dato vita alla Regia Scuola popolare di Arti e Mestieri, anche il moderno Istituto Tecnico Fermo Corni continui a formare studenti nell'area tecnico-scientifica di supporto allo sviluppo economico del territorio di Modena.